# Hamidou Keyta
Hamidou Keyta (Montivilliers, 17 dicembre 1994) è un calciatore francese, attaccante dell'Araz.

## Carriera
Ha giocato nella prima divisione francese, in quella rumena, in quella portoghese, in quella azera ed in quella turca.

## Palmarès

### Club

#### Competizioni nazionali
- Campionato azero: 1

Qarabağ: 2023-2024